# Trollbådan
Trollbådan är en ö i Finland. Den ligger i Norra kvarken och i kommunen Korsholm i den ekonomiska regionen  Vasa i landskapet Österbotten, i den västra delen av landet. Ön ligger omkring 25 kilometer norr om Vasa och omkring 390 kilometer norr om Helsingfors.
Öns area är 4 hektar och dess största längd är 0,6 kilometer i nord-sydlig riktning.